# Économie du Liberia
L'économie du Libéria est extrêmement sous-développée, avec un produit intérieur brut (PIB) de seulement 3,222 milliards de dollars en 2019, en grande partie à cause de la première (1989-1996) et de la deuxième guerre civile libérienne (1999-2003). Le Libéria est l'un des pays les plus pauvres et les moins développés du monde, selon les Nations Unies.

## Histoire
En 1926, le gouvernement libérien accorda à la société Firestone Tire le droit de louer jusqu'à 1 million d'acres de terres pendant 99 ans, au prix de 6 cents l'acre. Firestone développa une influence démesurée sur le gouvernement libérien, prenant ainsi le contrôle de ses finances au cours de la période suivante. L'entreprise fut une source importante d'investissements étrangers au Libéria durant cette période. Firestone entreprit alors d'établir des plantations d'hévéas, un arbre sud-américain non indigène, l'Hevea brasiliensis, dans le pays. Dans les années 1950, l'entreprise était le plus grand employeur privé du Libéria et également son plus grand exportateur. Vincent Browne écrivait en 1955 que le caoutchouc représentait plus de 45 000 000 $ sur les quelque 55 000 000 $ d'exportations du Libéria. Le Libéria devint l'un des plus grands exportateurs de caoutchouc au monde après la Seconde Guerre mondiale. Aujourd'hui, la plantation d'hévéas de Firestone au Libéria est la plus grande plantation d'hévéas d'un seul tenant au monde, exploitée par la Firestone Natural Rubber Company, filiale de Firestone (aujourd'hui Bridgestone).
Dans les années 1940, le Libéria est devenu l'un des principaux bénéficiaires de l'aide américaine. L'aide américaine au Libéria a débuté avec le programme Prêt-Bail de 1942. L'aide par habitant reçue par le Libéria était comparable à celle de pays comme la Corée et de bénéficiaires de l'aide Marshall comme le Royaume-Uni. L'historien économique George Dalton estimait en 1965 que le Libéria recevait plus d'aide par habitant des États-Unis que tout autre pays africain.
Après la Seconde Guerre mondiale, le Libéria a tenté de devenir une destination privilégiée pour les services offshore, en assouplissant les lois relatives à l'immatriculation des navires, aux sociétés et à la fiscalité. Le registre maritime libérien a connu un grand succès, le Libéria étant devenu, dans les années 1960, le plus grand registre maritime au monde en termes de tonnage.
Avant la guerre civile, l'économie libérienne reposait fortement sur l'extraction du minerai de fer. Le Libéria était un important exportateur de minerai de fer sur le marché mondial. Dans les années 1970, l'extraction du fer représentait plus de la moitié des recettes d'exportation du pays. Depuis le coup d'État de 1980, la croissance économique du pays a ralenti en raison d'une baisse de la demande de minerai de fer sur le marché mondial et des bouleversements politiques au Libéria.
À la fin de la guerre en 2003, la croissance du PIB a recommencé à s'accélérer, atteignant un pic de 9,4 % en 2007. En 2009, pendant la Grande Récession, la croissance du PIB a ralenti à 4,6 %, bien qu'un secteur agricole en plein essor, tiré par les exportations de caoutchouc et de bois, ait porté la croissance à 5,1 % en 2010 et à 7,3 % en 2011, ce qui place l'économie du pays parmi les 20 pays connaissant la croissance la plus rapide au monde.
En mars 2010, Bob Johnson, fondateur de BET, a financé la construction du premier hôtel au Libéria depuis 20 ans. Ce complexe hôtelier de luxe de 53 000 m² a été construit dans le quartier de Paynesville à Monrovia.
En 2006, la dette extérieure du Libéria était estimée à environ 4,5 milliards de dollars, soit 800 % du PIB. Grâce aux allègements de dette bilatéraux, multilatéraux et commerciaux intervenus entre 2007 et 2010, la dette extérieure du pays est tombée à 222,9 millions de dollars en 2011.

## Exploitation minière et ressources
L'exploitation minière alluviale de diamants et d'or contribue également à l'activité économique. Ces dernières années (2005-2012), les investissements étrangers d'ArcelorMittal Steel, de BHP Biliton et de China Union ont contribué à la revitalisation du secteur minier du minerai de fer.
Le Liberia a lancé des activités d'exploration pétrolière offshore; les réserves pétrolières non prouvées pourraient dépasser le milliard de barils. Le gouvernement a divisé ses eaux offshore en 17 blocs et a commencé à mettre aux enchères des permis d'exploration pour ces blocs en 2004, avec d'autres enchères en 2007 et 2009. Treize blocs offshore ultra-profonds supplémentaires ont été délimités en 2011 et devraient être mis aux enchères. Parmi les entreprises ayant remporté des licences figurent Repsol, Chevron Corporation et Woodside Petroleum.

## Pavillon de complaisance maritime
Le Libéria maintient un registre maritime ouvert, ce qui signifie que les propriétaires de navires peuvent immatriculer leurs navires comme libériens avec relativement peu de restrictions. De ce fait, l'immatriculation de navires libériens est généralement considérée comme l'utilisation d'un pavillon de complaisance. Le Libéria possède le deuxième plus grand registre maritime au monde, derrière le Panama, avec 4 300 navires immatriculés sous son pavillon, soit 12 % du total mondial des navires. Cela comprend 35 % de la flotte mondiale de pétroliers. Le Libéria a généré plus de 18 millions de dollars grâce à son programme maritime en 2000.

## Énergie
Les services d'électricité formels sont exclusivement fournis par l'entreprise publique Liberia Electricity Corporation, qui exploite un petit réseau presque exclusivement dans le district du Grand Monrovia. La grande majorité des services d'énergie électrique est assurée par de petits producteurs privés. À 0,54 dollar par kWh, le tarif de l'électricité au Libéria est parmi les plus élevés au monde. La capacité totale installée en 2013 était de 20 MW, en forte baisse par rapport au pic de 191 MW atteint en 1989.